# 기예르모 엔다라
기예르모 엔다라(스페인어: Guillermo David Endara Galimany, 1936년 5월 12일 ~ 2009년 9월 28일)는 파나마의 정치인이다. 1989년부터 1994년까지 파나마의 대통령으로 재임했다. 민주혁명당의 에르네스토 페레스바야다레스와 루벤 블라데스가 참여한 1994년 파나마 대통령 선거에 출마했으나 연임에 실패하였다. 2004년 5월 다시 대통령 선거에 출마하였으나 47%의 지지를 얻은 마르틴 토리호스에게 뒤져 패하였다. 2009년 9월에 자택에서 심장마비로 사망하였다.

## 역대 선거 결과
| 선거명      | 직책명          | 대수 | 정당             | 득표율 | 득표수    | 결과 | 당락               |
| ----------- | --------------- | ---- | ---------------- | ------ | --------- | ---- | ------------------ |
| 1989년 선거 | 파나마의 대통령 | 27대 | 파나메니스타당   | 71.19% | 473,838표 | 1위  | 파나마 대통령 당선 |
| 2004년 선거 | 파나마의 대통령 | 30대 | 파나마 연대당    | 30.87% | 462,824표 | 2위  | 낙선               |
| 2009년 선거 | 파나마의 대통령 | 31대 | 조국 모럴 뱅가드 | 2.32%  | 36,867표  | 3위  | 낙선               |